# Liste de personnes par nombre d'Erdős

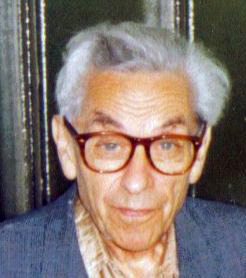
Paul Erdős

Voici une liste non exhaustive de personnes ayant un nombre d'Erdős de 0, 1 ou 2.
Le lien externe vers le « projet sur les nombres d'Erdős » (voir infra) fournit une liste plus complète.

## #0
- Paul Erdős

## #1
A
- Martin Aigner
- Miklós Ajtai
- Leonidas Alaoglu
- Yousef Alavi (en)
- Noga Alon
- Nesmith Ankeny (en)
- David Avis (en)

B
- László Babai
- Leon Bankoff
- Paul Bateman (en)
- James Baumgartner
- Andreas Blass (en)
- Ralph Philip Boas
- Béla Bollobás
- John Adrian Bondy
- John Brillhart
- Nicolaas Govert de Bruijn
- Stefan Burr (en)

C
- Peter Cameron
- Sarvadaman Chowla
- Fan Chung
- Václav Chvátal
- John Horton Conway
- Arthur Herbert Copeland

D
- Harold Davenport
- Jean-Marie De Koninck
- Jean-Marc Deshouillers
- Persi Diaconis
- Gabriel Andrew Dirac
- Jacques Dixmier
- Underwood Dudley
- Aryeh Dvoretzky

F
- Siemion Fajtlowicz (en)
- Ralph Faudree
- László Fejes Tóth
- William Feller
- Peter Fishburn
- Aviezri Fraenkel
- Péter Frankl
- Wolfgang Fuchs

G
- Janos Galambos (en)
- Tibor Gallai
- Fred Galvin
- Joseph Gillis (en)
- Michael Golomb (en)
- Ronald Graham
- Sidney Graham (en)
- Andrew Granville
- Branko Grünbaum
- Richard Guy
- András Gyárfás (en)

H
- Richard R. Hall
- Frank Harary
- Hans Heilbronn
- Verner Hoggatt (en)

I
- Albert Ingham

J
- Vojtěch Jarník

K
- Mark Kac
- Shizuo Kakutani
- Irving Kaplansky
- Jovan Karamata
- Ke Zhao
- Murray Klamkin (en)
- Maria Klawe
- Daniel Kleitman
- Jurjen Koksma
- Vilmos Komornik
- Dieter Kratsch
- Kenneth Kunen

L
- Florian Luca (en)
- Jack van Lint
- László Lovász

M
- Kurt Mahler
- Helmut Maier
- Robert McEliece
- Brendan McKay
- Eric Milner
- Hugh Montgomery
- Leo Moser

N
- Jaroslav Nešetřil
- Donald Newman (en)
- Ivan Niven

O
- Andrew Odlyzko
- Cyril Offord (en)

P
- János Pach
- Péter Pál Pálfy
- Torrence Parsons
- Carl Pomerance
- Karl Prachar (de)

R
- Richard Rado
- Gérard Rauzy
- Alfréd Rényi
- Hans Riesel
- Claude Ambrose Rogers
- Cecil C. Rousseau
- Arthur Rubin (en)
- Mary Ellen Rudin

S
- Tibor Šalát (en)
- Richard Schelp (en)
- Andrzej Schinzel
- John Selfridge
- Jeffrey Shallit
- Harold S. Shapiro
- Saharon Shelah
- Tarlok Nath Shorey
- Gustavus Simmons
- Alexander Soifer
- Vera Sós
- Joel Spencer
- Douglas Stinson
- Arthur Stone
- Ernst Straus
- Mario Szegedy
- Gábor Szegő
- Esther Szekeres
- George Szekeres
- Endre Szemerédi

T
- Alfred Tarski
- Alan D. Taylor
- Gérald Tenenbaum
- Carsten Thomassen
- Robert Tijdeman
- Pál Turán
- William Tutte

U
- Stanislaw Ulam

V
- Egbert van Kampen
- Robert Charles Vaughan

W
- Samuel Wagstaff
- Robin Wilson

## #2
A
- Shreeram Shankar Abhyankar
- Leonard Adleman
- Gordon Agnew (en)
- Ian F. Akyildiz (en)
- Michael H. Albert (en)
- W. R. (Red) Alford (en)
- Ahmet Alkan (en)
- Eric Allender (en)
- Jean-Paul Allouche
- Warren Ambrose (en)
- Robert Ammann
- George Andrews
- Tom M. Apostol
- Zvi Arad
- Richard Friederich Arens
- Emil Artin
- Michael Aschbacher
- Richard Askey
- James Aspnes (en)
- A. O. L. Atkin
- Herman Auerbach

B
- Eric Bach (en)
- David H. Bailey
- Aurélien Bajolet
- Alan Baker
- Michel Balazard
- Bohuslav Balcar (en)
- Pierre Baldi
- Zoltán Tibor Balogh (en)
- Stefan Banach
- Ruth Aaronson Bari
- Michael Barnsley
- Jon Barwise
- Eric Baum
- József Beck (en)
- Richard Bellman
- Nuel Belnap (en)
- Claude Berge
- Elwyn Berlekamp
- Bruce Berndt
- R. Stephen Berry (en)
- Tom Berson (en)
- Abram Besicovitch
- Evert Willem Beth
- Manjul Bhargava
- Andrzej Białynicki-Birula (en)
- Yuri Bilu
- R. H. Bing
- Kenneth Binmore
- Bryan Birch
- Garrett Birkhoff
- Pamela J. Bjorkman
- David Blackwell
- Brian Blank (en)
- Woody Bledsoe
- Vincent Blondel
- Manuel Blum
- Salomon Bochner
- Enrico Bombieri
- Dan Boneh
- Richard Borcherds
- Armand Borel
- Allan Borodin
- Karol Borsuk
- David Borwein
- Jonathan Borwein
- Peter Borwein
- Raj Chandra Bose
- Jean Bourgain
- Stephen Bourne
- Steven Brams
- Gilles Brassard
- Richard Brauer
- Richard P. Brent
- Gunnar Brinkmann
- Andrei Broder
- Andries Brouwer
- Gavin Brown

C
- Eugenio Calabi
- Robert Calderbank
- Lennart Carleson
- Leonard Carlitz
- Pierre Cartier
- J. W. S. Cassels
- Vint Cerf
- Timothy M. Chan (en)
- Bernard Chazelle
- Shiing-Shen Chern
- William Gemmell Cochran
- Henri Cohen
- Sidney Coleman
- Edward Collingwood
- Irving Copi (en)
- Don Coppersmith
- Thomas M. Cover
- H.S.M. Coxeter
- Richard Crandall
- Claude Crépeau
- Ernie Croot (en)
- Ákos Császár
- Sándor Csörgő
- Marianna Csörnyei

D
- Ivan Damgård
- David van Dantzig
- George Dantzig
- James Davenport (en)
- Kenneth Davidson
- Carl R. de Boor
- Italo Jose Dejter
- Erik Demaine
- Arthur P. Dempster
- Keith Devlin
- Jeff Dinitz (en)
- Michael Dinneen (en)
- Hans Dobbertin
- Shlomi Dolev (en)
- Joseph Leo Doob
- Adrien Douady
- Nicolas Doyon
- Tom Duff (en)
- Pierre Dusart
- Bernard Dwork
- Freeman Dyson

E
- A. Ross Eckler, Jr. (en)
- Jack Edmonds
- Tatiana Pavlovna Ehrenfest
- Samuel Eilenberg
- Albert Einstein
- David Eisenbud
- Noam Elkies
- Per Enflo
- David Eppstein
- Shimon Even
- Hugh Everett
- Howard Eves (en)

F
- Ky Fan
- Solomon Feferman
- Charles Fefferman
- Lipót Fejér
- Michael Fekete
- Nathan Fine
- Josh Fisher (en)
- Ronald Fisher
- Mary Flahive
- Philippe Flajolet
- Matthew Foreman
- Hubert de Fraysseix
- Michael Freedman
- Chris Freiling (en)
- Peter Freund
- John Friedlander
- Harvey Friedman
- Kurt Friedrichs
- D. R. Fulkerson
- William Fulton
- Hillel Furstenberg

G
- Dov Gabbay
- David Gale
- Zvi Galil (en)
- Mario Garavaglia (en)
- Martin Gardner
- Michael Garey
- William Gehrlein (en)
- Sheldon Glashow
- Stanisław Gołąb
- Dorian Goldfeld
- Oded Goldreich
- Herman Goldstine
- Daniel Goldston
- Shafi Goldwasser
- Eric Goles
- Solomon W. Golomb
- Gene H. Golub
- Ralph E. Gomory
- Amy Gooch
- Cameron Gordon
- Mark Goresky
- James Gray
- Ben Green
- Thomas N.E. Greville (en)
- Dima Grigoriev
- Rami Grossberg (en)
- Martin Grötschel
- Helen G. Grundman
- Leonidas John Guibas
- Max Gunzburger

H
- Hugo Hadwiger
- Jaroslav Hájek (en)
- Heini Halberstam
- Marshall Hall
- Paul Halmos
- G. H. Hardy
- Glyn Harman (en)
- Leo Harrington
- Hiroshi Haruki (en)
- Helmut Hasse
- Johan Håstad
- David Haussler
- Leon Henkin (en)
- Gabor Herman (en)
- Israel Nathan Herstein
- Edwin Hewitt
- Graham Higman
- Einar Hille
- Peter Hilton
- David V. Hinkley (en)
- Edmund Hlawka
- Wilfrid Hodges
- Alfred Horn
- Roger Evans Howe
- John Mackintosh Howie
- Ehud Hrushovski
- Roger Hui (en)
- Alexander Hurwitz
- Martin Huxley (en)

I
- Neil Immerman
- Russell Impagliazzo
- Henryk Iwaniec

J
- David M. Jackson (en)
- Thomas Jech
- Jia Rongqing (en)
- Carl Jockusch
- David S. Johnson
- Norman Johnson
- Norman Lloyd Johnson (en)
- F. Burton Jones (en)
- Peter W. Jones
- Roger Jones (en)
- Nataša Jonoska
- Bjarni Jónsson
- Antoine Joux
- Dominic Joyce
- Matti Jutila (en)

K
- Jean-Pierre Kahane
- Olav Kallenberg (en)
- László Kalmár
- Ravi Kannan
- Kao Cheng-yan (en)
- Narendra Karmarkar
- Richard Karp
- Marek Karpinski
- Gyula O. H. Katona
- Gyula Y. Katona (en)
- Ephraïm Katzir
- Yitzhak Katznelson
- Louis Kauffman
- Alexander S. Kechris
- Howard Jerome Keisler
- Joseph Keller
- Ken Kennedy
- Sébastien Kerner
- Michel Kervaire
- Jack Kiefer
- John Kingman
- William English Kirwan (en)
- John R. Klauder (en)
- Victor Klee
- Bronisław Knaster
- Konrad Knopp
- Donald Knuth
- Kunihiko Kodaira
- Eugene Koonin (en)
- András Kornai (en)
- Thomas Körner
- S. Rao Kosaraju
- Ronnie Kosloff
- Bertram Kostant
- Clyde Kruskal (en)
- Joseph Kruskal
- Harold W. Kuhn
- Markus Kuhn (en)
- Krystyna Kuperberg
- Włodzimierz Kuperberg (en)
- Kazimierz Kuratowski

L
- Miklós Laczkovich
- Jeffrey Lagarias
- Brian LaMacchia (en)
- Joachim Lambek
- Edmund Landau
- Eric Lander
- Robert Langlands
- Michael Langston (en)
- François Laviolette
- Lucien Le Cam
- Imre Leader
- Charles Leedham-Green (en)
- Derrick Lehmer
- Emma Lehmer
- Abraham Lempel
- Arjen Lenstra
- Hendrik Lenstra
- Nancy Leveson
- Leonid Levin
- Raphael David Levine
- Norman Levinson
- Donald John Lewis
- Paul Leyland (en)
- André Lichnerowicz
- Elliott Lieb
- Karl Lieberherr (en)
- Mathieu Liedloff
- Yuri Linnik
- Jacques-Louis Lions
- Richard J. Lipton
- Barbara Liskov
- John Little
- John Edensor Littlewood
- Chung Laung Liu (en)
- Charles Loewner
- Ling Long
- Lee Lorch (en)
- Michael Luby
- R. Duncan Luce
- Joaquin Mazdak Luttinger

M
- Kevin McCurley (en)
- Ian G. Macdonald
- Eugene McDonnell (en)
- Angus Macintyre
- Sheila Scott Macintyre
- David J. C. MacKay
- John McKay
- George Mackey
- Jessie MacWilliams
- Roger Maddux (en)
- Thomas L. Magnanti (en)
- Dorothy Maharam
- Paul Malliavin
- Udi Manber (en)
- Edward Marczewski
- Harry Markowitz
- Robert Marshak
- Donald A. Martin
- Anders Martin-Löf
- Dragan Marušič (en)
- Eric Maskin
- David Masser
- James Massey
- Yossi Matias
- Yuri Matiyasevich
- Barry Mazur
- Peter Mazur
- Stanisław Mazur
- Nicholas Metropolis
- Yves Meyer
- Jan Mikusiński
- Victor S. Miller
- Vitali Milman
- Louis Mordell
- Carlos J. Moreno (en)
- Frederick Mosteller
- Andrzej Mostowski
- Theodore Motzkin
- David Mumford

N
- David Naccache
- Moni Naor
- Evelyn Nelson
- Yuri Valentinovich Nesterenko
- Bernhard Neumann
- Peter Neumann
- Víctor Neumann-Lara (en)
- Jean-Louis Nicolas
- Miron Nicolescu
- Simon P. Norton

O
- Jim K. Omura (en)
- Paul van Oorschot (en)
- Donald Ornstein
- Patrice Ossona de Mendez (en)
- Rafail Ostrovsky (en)
- Alexander Ostrowski

P
- Igor Pak (en)
- Jeff Paris
- Jonathan Partington
- Oren Patashnik
- Gheorghe Păun (en)
- Luke Pebody
- Heinz-Otto Peitgen (de)
- David Peleg (en)
- Cécile Pierrot
- Subbayya Sivasankaranarayana Pillai
- János Pintz
- Nick Pippenger
- Tomaž Pisanski (en)
- Gilles Pisier
- David Plaisted (en)
- Vera Pless
- Michael D. Plummer
- Amir Pnueli
- George Pólya
- Cheryl Praeger
- Vaughan Pratt
- Franco P. Preparata

Q
- Jean-Jacques Quisquater

R
- Michael Rabin
- Charles Rackoff
- Stanisław Radziszowski (en)
- Stefan Ralescu (en)
- Olivier Ramaré
- Dana Randall
- C. R. Rao
- Michaël Rao
- Steen Rasmussen (en)
- André Raspaud
- Michel Raynaud
- Alexander Razborov
- László Rédei
- Irving S. Reed
- Edward Reingold (en)
- Omer Reingold
- Frigyes Riesz
- Gerhard Ringel
- John Riordan
- Jorma Rissanen
- Ron Rivest
- Herbert Robbins
- Abraham Robinson
- Gian-Carlo Rota
- Klaus Roth
- Gordon Royle
- Ariel Rubinstein
- Michael O. Rubinstein
- Steven Rudich
- Walter Rudin
- Czesław Ryll-Nardzewski (en)

S
- Donald Gene Saari
- Thomas L. Saaty
- Jawad Salehi (en)
- Raphaël Salem
- Arto Salomaa
- Peter Sarnak
- Mohamed Yosri Sayadi
- Isaac Jacob Schoenberg
- Arnold Schönhage
- Richard Schroeppel (en)
- Issai Schur
- Dana Scott
- Jennifer Seberry
- Atle Selberg
- Jean-Pierre Serre
- Paul Seymour
- Adi Shamir
- Daniel Shanks
- Goro Shimura
- Wacław Sierpiński
- Joseph H. Silverman
- Thoralf Skolem
- David Slepian
- Neil Sloane
- Cedric Smith (en)
- Gustave Solomon
- Robert Solovay
- Gene Spafford (en)
- Richard P. Stanley
- Michael Starbird (en)
- Harold Stark
- Sergey Stechkin (en)
- J. Michael Steele
- Elias M. Stein
- Hugo Steinhaus
- Jacques Stern
- Shlomo Sternberg
- Katherine St. John
- Marshall Stone
- Volker Strassen
- Daniel W. Stroock
- Bernd Sturmfels
- Madhu Sudan
- Zhi Wei Sun
- Klaus Sutner (en)
- Peter Swinnerton-Dyer
- Mario Szegedy

T
- Dov Tamari
- Terence Tao
- Richard Tapia
- Éva Tardos
- Robert Tarjan
- Olga Taussky-Todd
- Herman te Riele
- Max Tegmark
- William Thurston
- Marcello Truzzi
- Albert W. Tucker
- Bryant Tuckerman
- John Tukey
- Helge Tverberg
- Andreï Nikolaïevitch Tychonov

U
- George Uhlenbeck
- Jeffrey Ullman

V
- Eric van Douwen (en)
- Harry Vandiver
- Scott Vanstone
- S. R. Srinivasa Varadhan
- Robert Lawson Vaught
- Anatoly Vershik
- Petr Vopěnka
- Gheorghe Vrânceanu

W
- Abraham Wald
- John Clive Ward (en)
- Michael S. Waterman
- Peter Weinberger
- Lloyd R. Welch (en)
- Andrew B. Whinston (en)
- Douglas R. White (en)
- Sue Whitesides
- Hassler Whitney
- Norbert Wiener
- Avi Wigderson
- Herbert Wilf
- Alex Wilkie
- Robert Arnott Wilson
- Shmuel Winograd
- Jack Wolf (en)
- Thomas Wolff
- Jacob Wolfowitz
- Stephen Wolfram
- W. Hugh Woodin
- Trevor Wooley

Y
- Andrew Yao
- Shing-Tung Yau

Z
- Don Zagier
- Hans Julius Zassenhaus
- Doron Zeilberger
- Günter M. Ziegler
- Štefan Znám
- Antoni Zygmund